# Commission des Dardanelles

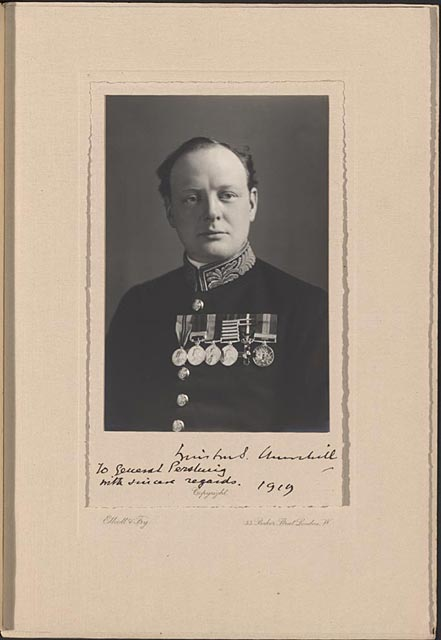
Winston Churchill (photographie de 1919) fut largement blâmé pour les échecs britanniques pendant la campagne des Dardanelles.

La Commission des Dardanelles est une enquête effectuée par le parlement britannique en 1915-1916 sur la désastreuse bataille des Dardanelles. Elle a été mise en place dans le cadre d'une loi de 1916 sur les Dardanelles et la Mésopotamie (en). Le rapport final de la commission, publié en 1919, a trouvé des problèmes majeurs dans la planification et l'exécution de la campagne. Cependant, ces résultats n'ont pas eu d'impact mesurable sur les carrières de belligérants.

## L'enquête et ses conclusions
Winston Churchill est fortement accusé des échecs des forces britanniques durant la campagne. Il démissionne alors de sa charge de Premier Lord (mai 1915) et de son poste de chancelier du duché de Lancaster (novembre 1915). Il redevient membre du parlement en 1916 où il tente de réhabiliter sa réputation. Il demande alors que soient publiés des documents gouvernementaux sur ses propres actions. Herbert Henry Asquith accepte et décide de la mise en place d'une commission royale sur l'affaire (18 juillet 1916). Churchill y témoigne en septembre.
Horatio Herbert Kitchener est dépeint comme un héros national et représente la bonne conduite de la guerre. Après le témoignage de ceux qui ont été impliqués dans l'expédition, le rapport final de la commission, publié en 1919, conclut qu'après Kitchener l'expédition a été mal planifiée, que les difficultés ont été sous-estimées et que les conflits de personnalités entre les dirigeants ont entrainé les pénuries approvisionnements et la désorganisation générale.
Malgré tout, le rapport n'a pas eu d'impact mesurable sur la carrière des accusés.

## Membres de la Commission
- Evelyn Baring (1er comte de Cromer), président jusqu'au 29 janvier 1917
- William Pickford (en), président après le précédent
- Andrew Fisher
- Thomas Mackenzie
- Frederick Cawley
- James Avon Clyde, Lord Clyde (en)
- Stephen Gwynn
- Walter Roch (en)
- William May
- William Nicholson (1er baron Nicholson)